# باول لويس إبرامز
باول لويس إبرامز (بالإنجليزية: Paul Lewis Abrams)‏ هو قاضي أمريكي، ولد في 2 مارس 1958 في مقاطعة لوس أنجلوس في الولايات المتحدة.